# 공도 제60호선 (이스라엘)

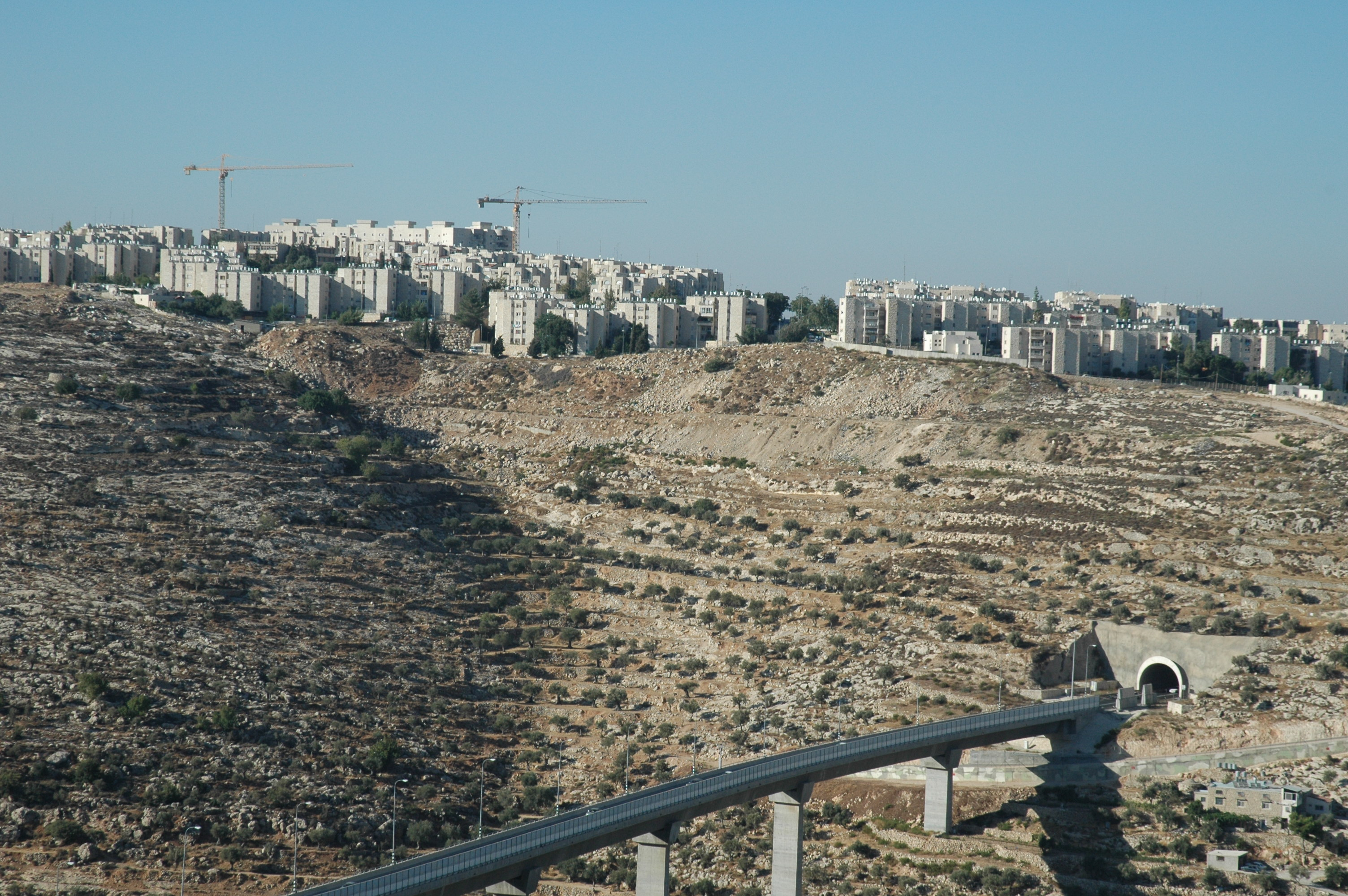
터널(이하 기로)과 교량(이상 알왈라자)을 건너 구시 에치온까지 이어줌.

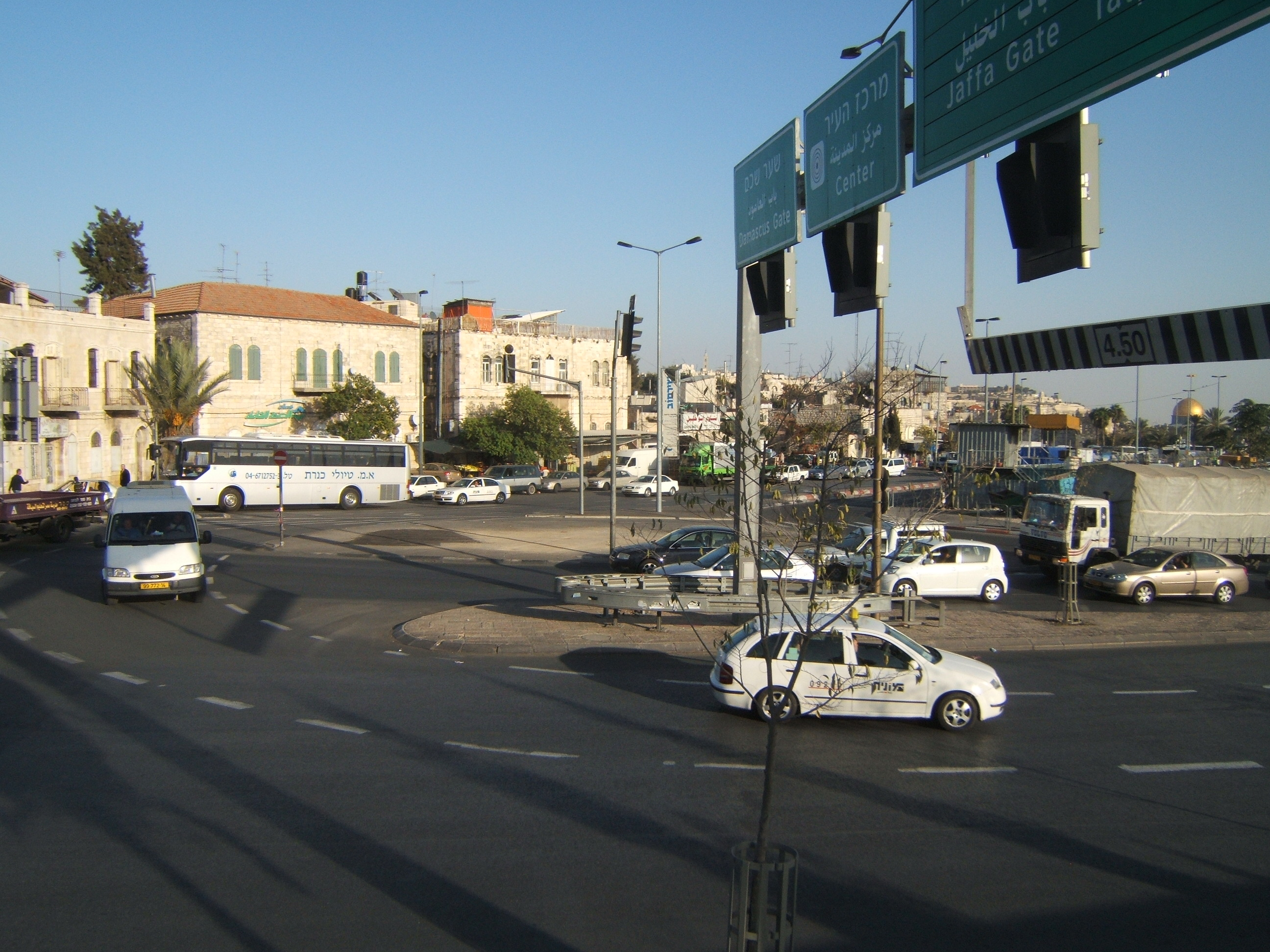
프로페츠 거리에서 교차하고 있는 60번 공도 전경. 바위의 돔에서 직접 바라보는 재미있는 조건을 가지고 있다.

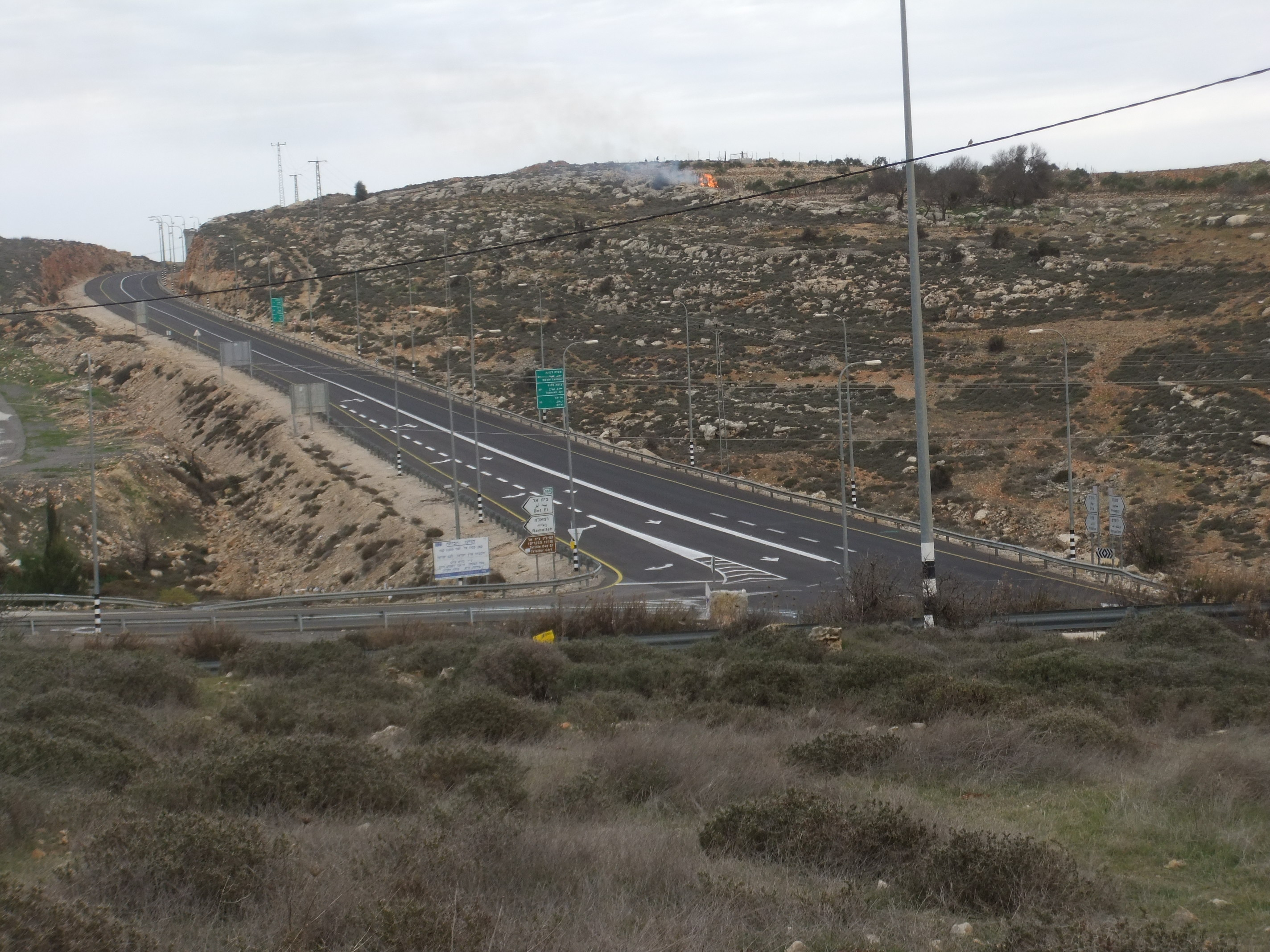
북쪽으로 바라본 아사프 나들목의 전경. 해당 나들목에서는 국도 466호선과 직접 만난다.

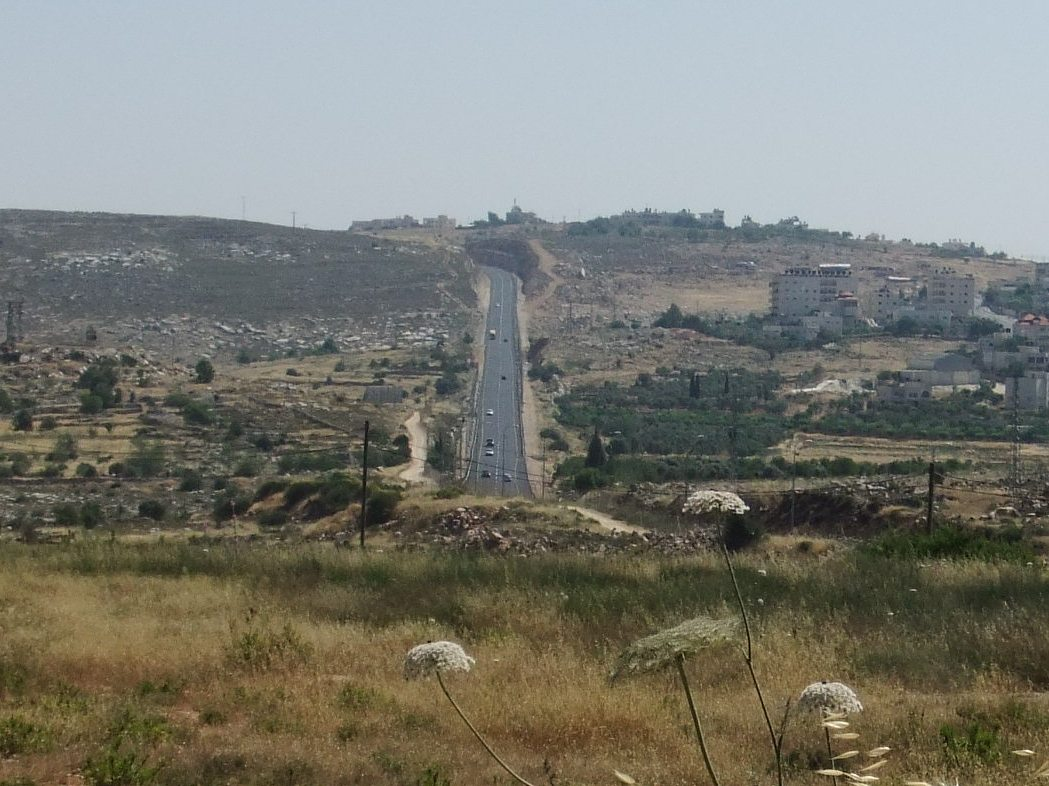
남쪽으로 바라보면 에인야브루드가 보인다.

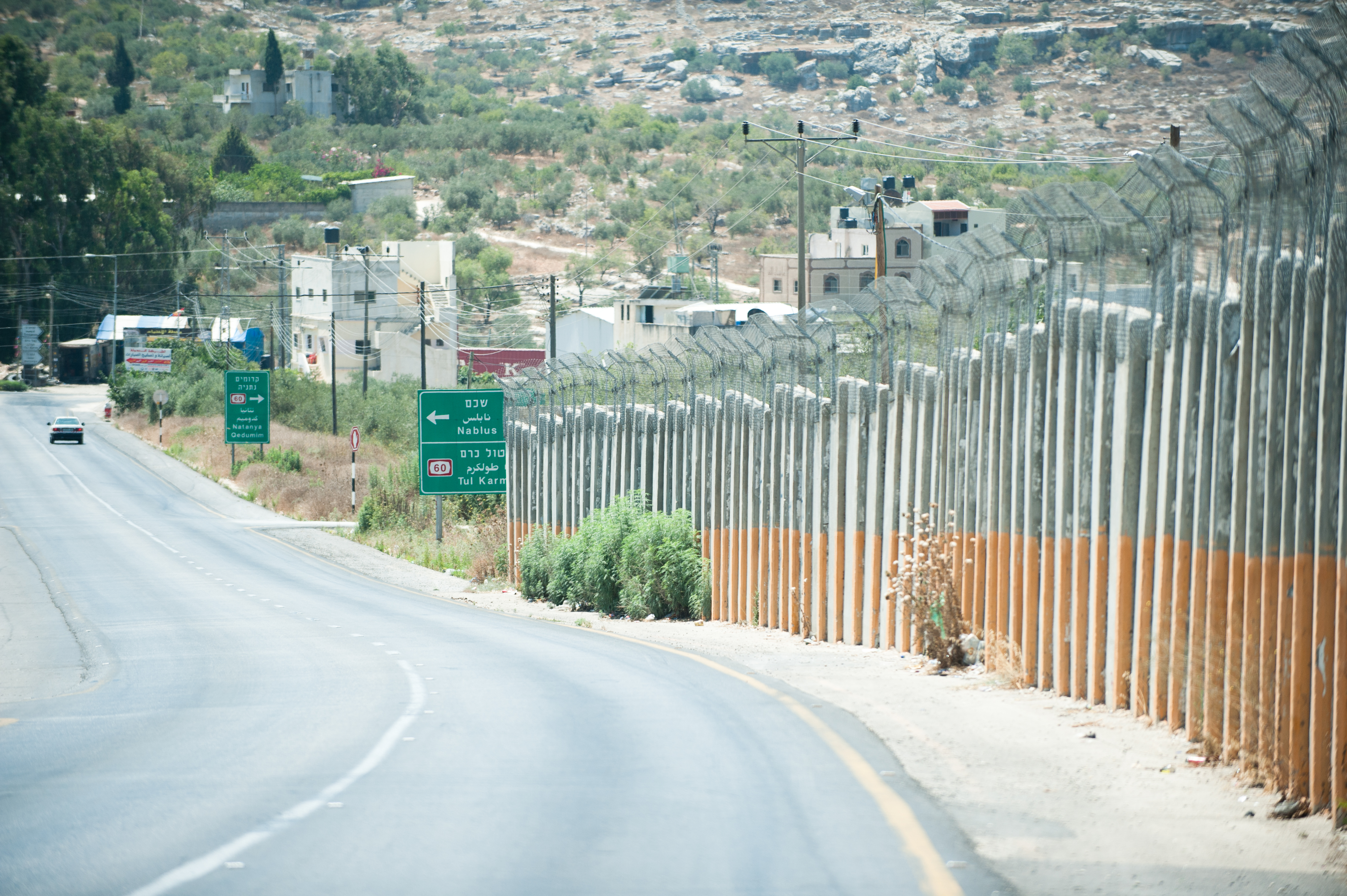
서안 지구로 향하는 길목.

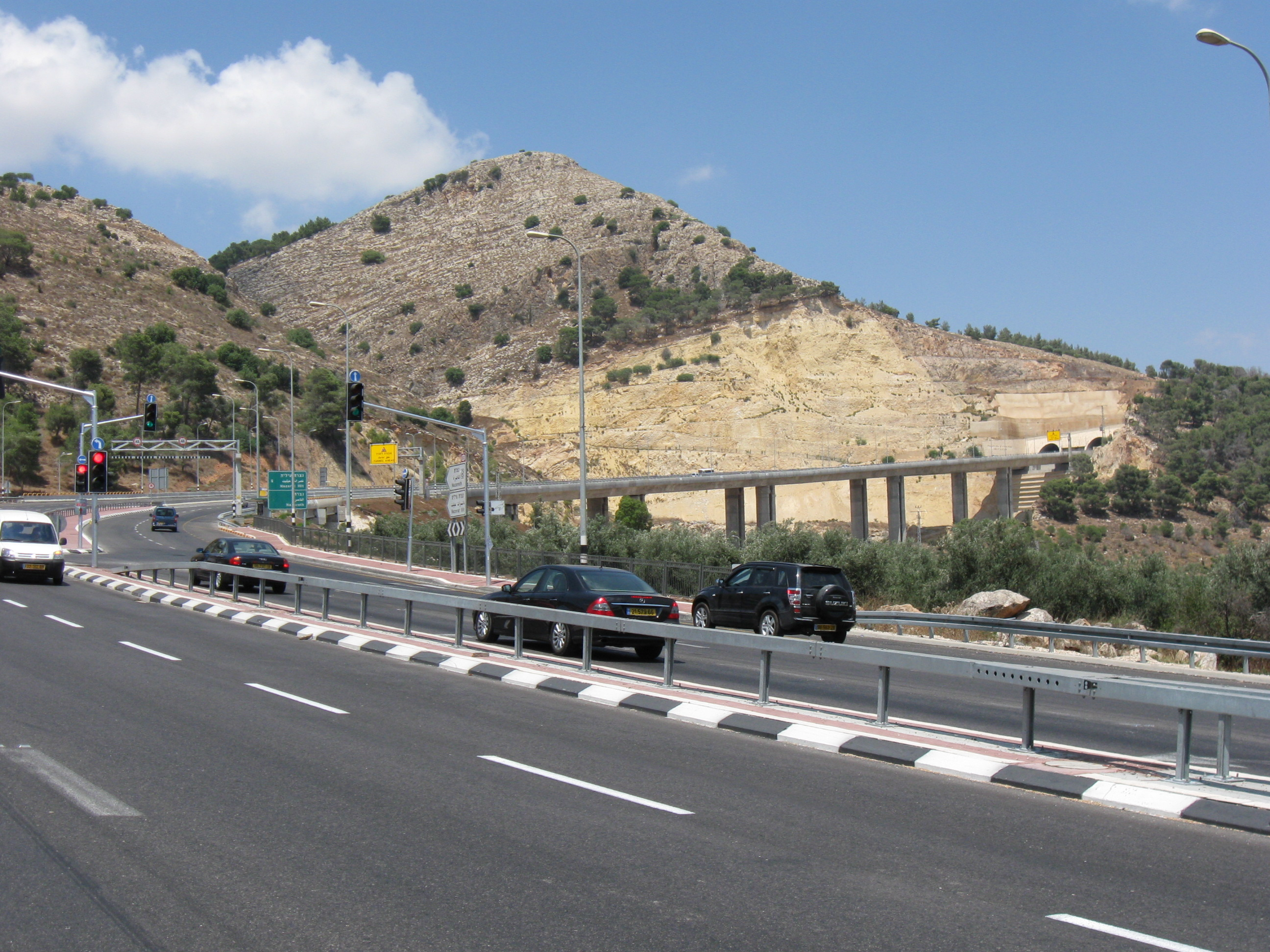
샤베이숌론으로 향하는 길목

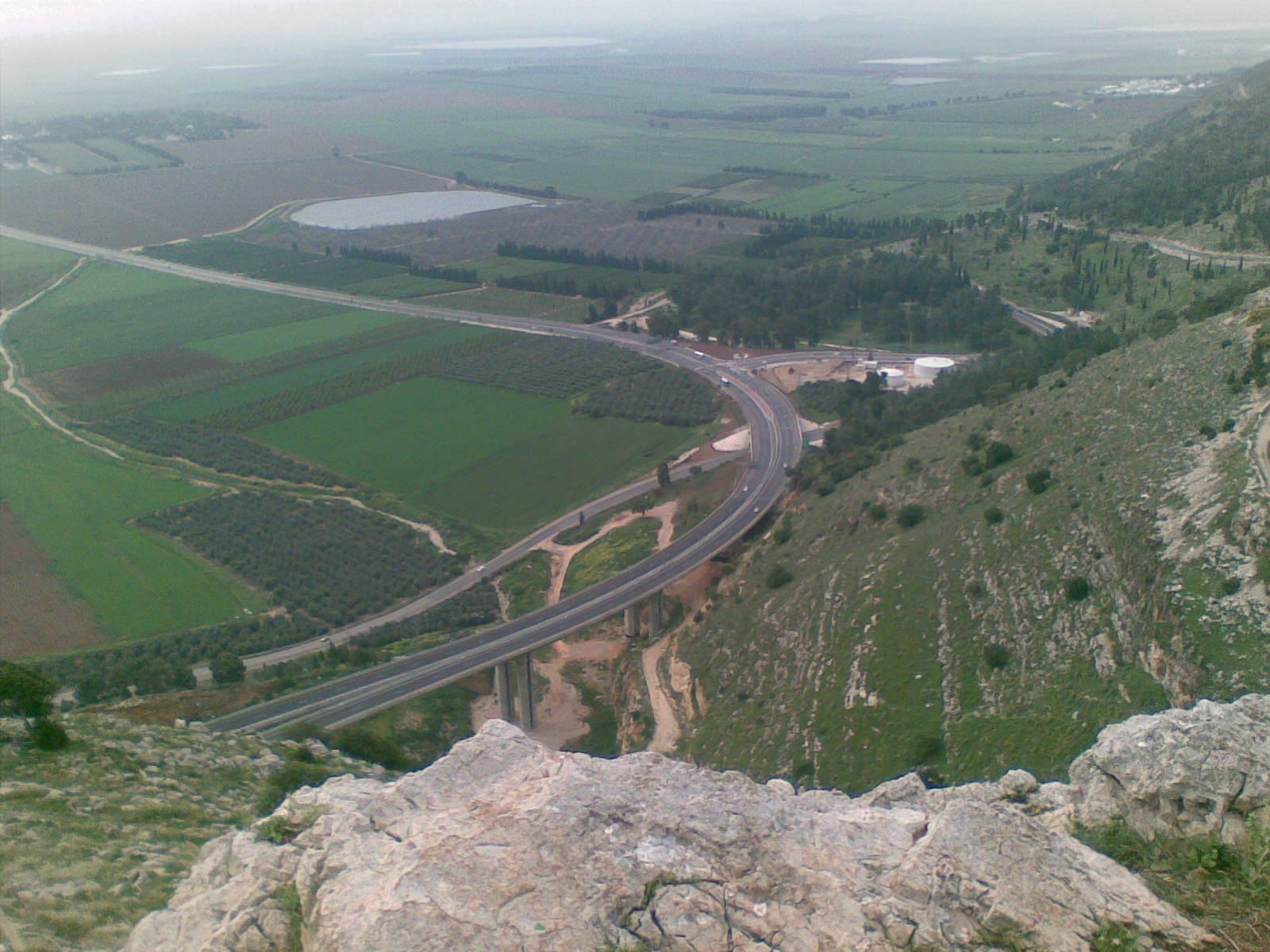
남쪽으로 바라보고 있는 익살 분기점과 라파엘 에이탄 교의 전경.

공도 제60호선(Highway 60, 히브리어: כביש 60)은 이스라엘의 공도로, 이스라엘과 요르단강 서안 지구를 사이에 두고 이어주는 길목이기도 하며, 총 연장은 235km이다. 그러나 이 도로는 한국의 고속도로와 비슷한 개념을 가지고 있어, 베르셰바와 나사렛을 서로 이어준다. 다만 도로의 성격상 국도가 아닌 고속도로로 보인다. 또한 해당 도로는 베르셰바 시계를 건너 오메르에서는 공도 제40호선과도 직접 접촉한다. 도로의 선형을 살펴 보니까, 경유지상 중간 구간을 보면 팔레스타인의 실효 지배하에 관통되어 있어, 실질적인 이스라엘 내부 구간은 일부 구간에만 존재하게 되는 것으로 보인다.